# Pornografia minorile
La pornografia minorile è la pornografia raffigurante minori, ossia individui che non hanno ancora raggiunto la maggiore età.
Questo concetto va tenuto distinto da quello più specifico, e al suo interno compreso, di pedopornografia, ossia la pornografia riguardante soggetti che non abbiano ancora raggiunto la pubertà, i bambini.
La produzione, diffusione e detenzione di materiale pornografico minorile è illegale in molti stati. Bisogna tuttavia considerare che il raggiungimento della maggiore età è diverso da paese a paese (si va a seconda dei casi dai 14 ai 23 anni), ragion per cui è possibile che un prodotto pornografico coinvolgente attori diciottenni, perfettamente legale in una nazione, sia illegale in un'altra e viceversa.

## La pornografia minorile nei differenti ordinamenti giuridici
In ambito europeo negli ultimi decenni si sono andate armonizzando le norme relative a pedopornografia e pornografia minorile. Questa situazione ha creato a volte una condizione di incertezza dal punto di vista della legittimità del possesso o dell'ulteriore diffusione o vendita di materiale erotico con minori post-pubertà prodotto e commercializzato legalmente negli anni precedenti alle modifiche di legge.